# Ernst Figert
Ernst Figert  (* 18. Januar 1848 in Groß Krichen; † 21. April 1925) war ein deutscher Lehrer und Botaniker. Sein offizielles botanisches Autorenkürzel lautet „Figert“.    

## Leben
Figert war der Sohn eines niederschlesischen Gutsbesitzers und wurde zunächst Lehrer in Kattowitz, dann ab 1875 in Liegnitz. Nach 50-jährigem Schuldienst trat er im Alter von 71 Jahren in den Ruhestand.
Nachdem Figert zusammen mit dem Botaniker und Käferkundler Julius Gerhardt über viele Jahre die Flora Niederschlesiens in ihrer Gesamtheit durchforscht hatte, wandte er sich einigen besonders schwierigen Gattungen zu (unter anderen Carex, Salix, Mentha) und spezialisierte sich auf die Erforschung von Hybriden.
Bei seinen botanischen Studien entdeckte Figert mehr als 50 neue Pflanzensippen (die meisten davon Hybriden). Andere Botaniker ehrten ihn für seine Verdienste, indem sie Pflanzen nach ihm benannten, zum Beispiel Poa figertii (die Hybride aus Poa compressa und Poa nemoralis).